# عقد 1580
عقد 1580 هو عقد امتد بين 1 يناير 1580 و31 ديسمبر 1589 بحسب التقويم الميلادي. سبقه عقد 1570 ولحقه عقد 1590.

## أحداث
- معركة بونتا ديلغادا (1582)
- مرسوم التخلي (1581)
- اتحاد أوترخت (1580)
- الأرمادا الإسبانية (1588)
- الأرمادا الإنجليزية (1589)
- قرار مجلس الأمن التابع للأمم المتحدة رقم 1583 (1583)
- تجربة جاليلو على برج بيزا المائل (1589)

## مواليد
- وونجونغ ملك جوسون (1580)
- غاسباري آسيلي (1581)
- غاسبار بورجيا (1580)
- ويلبرورد سنيليوس (1580)
- يوهان فاولابر (1580)
- يان بابتست فان هيلمونت (1580)
- ديميتري الدجال الأول (1581)
- محمد قدرة الله (1581)
- ديرك هارتوج (1580)
- جون سميث (1580)
- غودفروا فيندلين (1580)

## وفيات
- الغورو رام داس (1581)
- فلبيني فلسر (1580)
- نيكولاس ساندرز (1581)
- غيوم بوستل (1581)
- لالا مصطفى باشا (1580)
- شمسي باشا (1580)
- أندريا بالاديو (1580)
- هيرونيموس فولف (1580)
- ايمانويل فيليبير (1580)
- هنريك ملك البرتغال (1580)
- آنا من النمسا (1580)

## كتب
- Yves Denis Papin (1998). Chronologie de l'histoire ancienne. Lieu de publication non identifié: Éditions Jean-paul Gisserot. ISBN:2-87747-346-5. OCLC:40746926. مؤرشف من الأصل في 2022-03-16.
- موسوعة حضارة العالم (2002) لأحمد محمد عوف.

## روابط خارجية
- تصفح سنة بسنة عقد 1580 على موقع onthisday.com
- تصفح سنة بسنة عقد 1580 ابتداءً من سنة عقد 1580 على موقع المكتبة الوطنية الفرنسية